# Бушри, Жюль Эжен
Жюль Эжен Бушри (фр. Jules Eugene Boucherit; 29 марта 1877, Морле, Франция — 1 апреля 1962, Париж) — французский скрипач и музыкальный педагог.
Окончил Парижскую консерваторию (1892) по классу Жюля Гарсена, в 1921—1945 годах преподавал в ней. Среди его учеников — Мишель Оклер, Манюэль Розенталь, Жан Мартинон, Эрик Крунвалль, Михель Швальбе, Деви Эрлих и многие другие, в том числе Дениза Сориано, вместе с которой во время немецкой оккупации Бушри прятал в своём доме в Буррон-Марлотт близ Фонтенбло своих учеников-евреев; по окончании войны Сориано вышла за своего учителя замуж.
В 1994 году Дениза получила за своего мужа медаль Праведника народов мира, которую вручил Институт Катастрофы и героизма Яд ва-Шем за спасение евреев во время Холокоста.
Бушри известен также своей близкой дружбой и частой дуэтной игрой с пианисткой Магдой Тальяферро. Другим частым аккомпаниатором Бушри был Луи Дьемер, от этого дуэта остался ряд записей.
В 1993 году были изданы воспоминания Бушри «Секреты скрипки» (фр. Les secrets du violon: Souvenirs de Jules Boucherit).